# 天野倫文
天野 倫文（あまの ともふみ、1973年 - 2011年11月）は、日本の経営学者。学位は、博士（商学）。専攻は主に国際経営。東京大学大学院経済学研究科准教授在任中急逝。
神戸大学名誉教授の天野雅敏は父親。「国際分業と転換行動」『組織科学』で組織学会高宮賞受賞。深尾京司との共著『対日直接投資と日本経済』でNIRA大来政策研究賞受賞。

## 経歴
- 1973年 大阪府生まれ
- 1994年 カリフォルニア大学バークレイ校留学（-1995年）
- 1996年 一橋大学商学部卒業
- 1998年 一橋大学大学院商学研究科修士課程修了
- 2001年 一橋大学大学院商学研究科博士後期課程修了、博士（商学） 論文の題は「国際分業と事業構造の転換 : 日系グローバル企業の戦略的行動」[3]。
- 2001年 東洋大学経営学部専任講師
- 2004年 法政大学経営学部助教授
- 2007年 東京大学大学院経済学研究科准教授
- 2011年11月 逝去[4]

## 著書
- 東アジアの国際分業と日本企業 : 新たな企業成長への展望(有斐閣、2005)
- 対日直接投資と日本経済(共著、日本経済新聞社、2004)
- ものづくりの国際経営戦略 : アジアの産業地理学(共編、有斐閣、2009)